# Château d'Ailleville
Le château d'Ailleville est un château situé à Ailleville, en France.

## Description
Bâti sur une base carré, le château a deux étages est flanqué de tours d'angle carrées il était décrit, en 1698, comme un grand corps de logis double avec quatre pavillons. Entouré des restes de fossés, il est agrémenté d'un parc. L'intérieur a été décoré par Constantin Menisser au XIXe siècle, il possède un colombier.

## Localisation
Le château est situé sur la commune d'Ailleville, dans le département français de l'Aube.

## Historique
Le fief a été mentionné en 1172 avec un Pierre d'Ailleville. Le château actuel serait la commande de Louis Yardin qui était gentilhomme du roi Henri IV.